# Marcel Nicolas
Marcel Nicolas (* 29. August 1901 in Oetzsch; † 1983) war ein deutscher Statistiker und Hochschullehrer. 

## Leben und Wirken
Nach dem Schulbesuch studierte Nicolas und promovierte zum Dr. phil. 1951 wurde er Privatdozent an der Freien Universität Berlin. 1956 erfolgte seiner Ernennung zum außerplanmäßigen Professor an der dortigen Wirtschafts- und Sozialwissenschaftlichen Fakultät. 1958 wurde er zum Wissenschaftlichen Rat auf Lebenszeit ernannt.
Zu seinen bekanntesten Veröffentlichungen zählt Hoppenstedt's Renten-Rechner. Die Effektivverzinsung der Kapitalanlage, der bis 1956 in drei Auflagen erschien, gefolgt von der Publikation Finanzmathematik 1958.